# Marie II. Portugalská
Marie II. Portugalská (4. dubna 1819 Rio de Janeiro – 15. listopadu 1853 Lisabon) byla portugalská královna z dynastie Braganza v letech 1826–1828 a 1834–1853. Nejstarší z dětí portugalského krále Petra IV., vládnoucího současně v Brazílii jako císař Petr I., a jeho první ženy Marie Leopoldiny Habsbursko-Lotrinské, rakouské arcivévodkyně, dcery rakouského císaře Františka I.

## Život
Narodila se v Rio de Janeiro jako María da Glória Joana Carlota Leopoldina da Cruz Francisca Xavier de Paula Isidora Micaela Gabriela Rafaela Gonzaga, když její otec pobýval v Brazílii, kam prchl s celým dvorem poté, co jeho zemi obsadila napoleonská vojska.
V roce 1822 její otec vyhlásil nezávislost Brazílie na Portugalsku. Když v březnu roku 1826 zemřel Mariin děd, portugalský král Jan VI., nastala v zemi nástupnická krize. Otec Marie, zvaný v Brazílii Dom Pedro, který s ním byl v konfliktu, vládl v té době v Brazílii jako císař. Zemřelý král měl ještě jednoho syna, Michala I., stoupence absolutismu, který byl ze země vypovězen za povstání proti vládě otce a liberálů.
Zemřelý král označil za regentku svou oblíbenou dceru Izabelu Marii, která měla vládnout, dokud se právoplatný nástupce trůnu nevrátí do království. Nespecifikoval však, zda tím nástupce má být brazilský císař Pedro nebo princ v exilu Miguel (Michal). Většina poddaných za nástupce považovala Pedra, nechtěla však znouvusloučení trůnů Portugalska a Brazílie.
V důsledku této situace se rozhodl Pedro následovně: zřekl se svých práv na portugalský trůn ve prospěch své sedmileté dcery Marie. Ta pak se měla provdat za svého strýce Miguela (Pedrova bratra) pod podmínkou, že on bude akceptovat liberální ústavu a dokud princezna nedosáhne plnoletosti, bude plnit roli regenta.

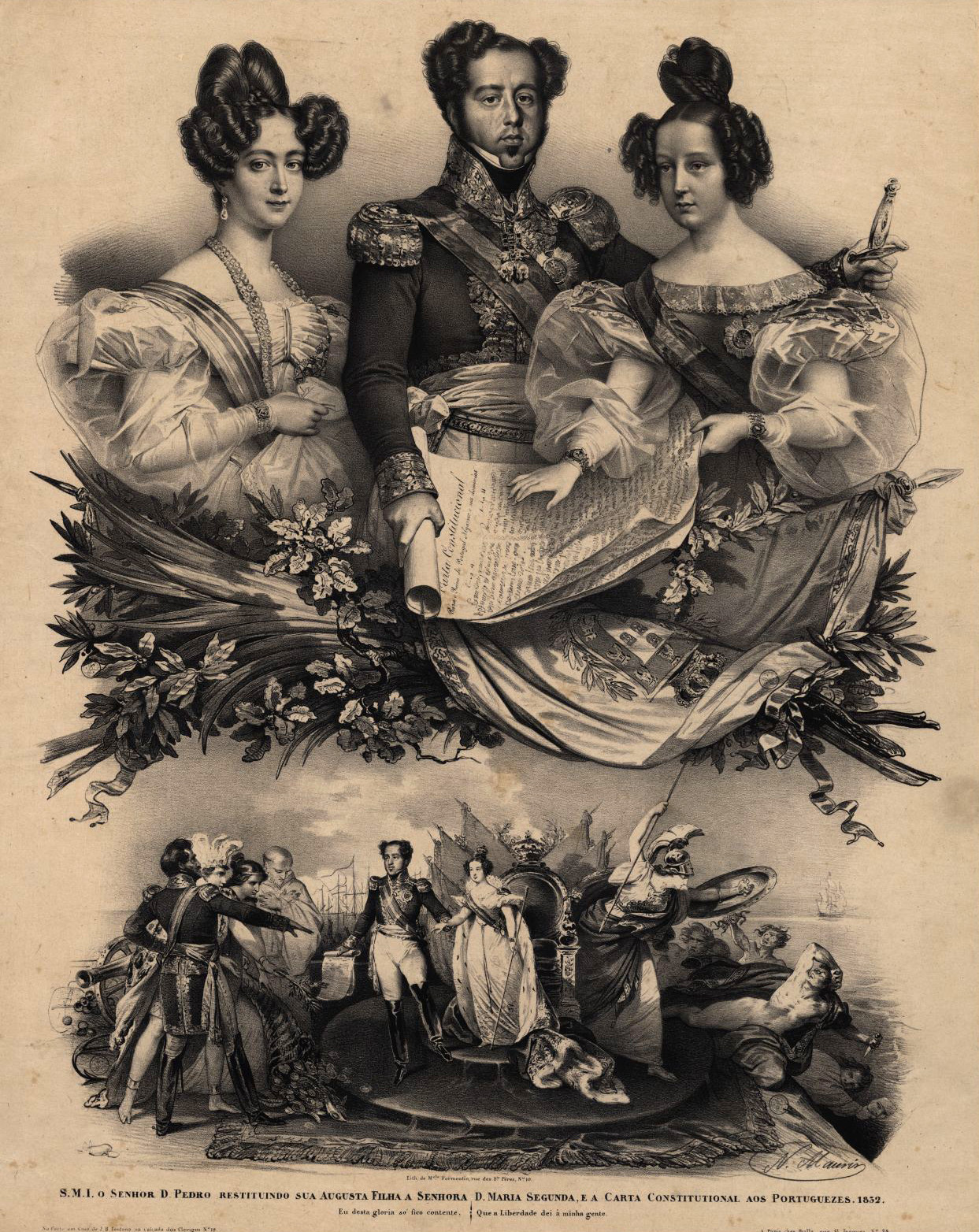
Litografie představující Marii II. (vpravo) s otcem a macechou a s portugalskou ústavou

Miguel předstíral souhlas s tímto rozhodnutím, avšak po návratu do Portugalska Marii odebral trůn a prohlásil se králem, zrušiv liberální ústavu. Zatímco Miguel vládl ve znamení absolutismu a teroru, Marie putovala po panovnických dvorech Evropy – mj. pobývala i u svého děda ve Vídni.
V roce 1831 Petr odstoupil z brazilského trůnu ve prospěch neplnoletého Mariina bratra, který převzal trůn jako Petr II. Brazilský. Bývalý císař pak zaútočil ze základny na Azorách na Miguela a donutil ho v roce 1834 k abdikaci. Trůn byl navrácen Marii a její manželství bylo anulováno.
Dne 26. ledna 1835, ve věku 15 let, se Marie provdala za Karla Augusta, prince z Leuchtenbergu, syna Evžena de Beauharnais a vnuka první ženy Napoleona Bonaparte – Josefiny de Beauharnais. Její manžel však zemřel již dva měsíce po svatbě, 28. března 1835.
Dne 1. ledna 1836 se Marie provdala potřetí, a to za prince Ferdinanda Saxe-Coburg-Gotha, který s ní spoluvládl jako král-manžel. Tento titul obdržel podle portugalského zvyku teprve po narození jejich prvního potomka, budoucího nástupce trůnu. Manželé tak založili novou dynastii Braganza-Sasko-Koburg-Gotha, která v Portugalsku vládla až do roku 1910.
Za Mariiny vlády vypuklo 16. května 1846 povstání, které bylo potlačeno královskými jednotkami až 22. února 1847. Panování královny je rovněž významné vydáním zákona o veřejném zdraví, jehož cílem bylo zvládnutí šířící se epidemie cholery; o tom, jak důležitá byla tato snaha, svědčí i to, že tři její synové včetně nejstaršího, krále Petra V., podlehli choleře při epidemii v roce 1861, osm let po Mariině smrti. Významné jsou královniny kroky, které podnikla k povznesení veřejného vzdělání v zemi.
Marie byla mnohokrát těhotná. Lékaři ji upozorňovali před nebezpečím spojeným s vyčerpávajícím opakovaným mateřstvím, královna však jejich varování před nástrahami, které ostatně připravily o život i její matku, odbývala slovy: „Jestli zemřu, zemřu na svém místě.“ Že obavy lékařů nebyly liché, se ukázalo v roce 1853, kdy Marie v necelých pětatřiceti letech zemřela v průběhu porodu, při kterém přivedla na svět své jedenácté dítě – prince Evžena, který hned po narození zemřel rovněž.
V Portugalsku je vzpomínána jako příkladná matka a příjemná osoba, která všechno své konání podřizovala snaze prospět své zemi, kde získala přídomek dobrá matka a a Educadora (portugalsky učitelka).

## Děti
Z manželství Marie a Ferdinanda vzešlo celkem 11 dětí; čtyři z nich zemřely hned po narození. Tři její synové včetně nejstaršího, krále Petra V., podlehli choleře při epidemii v roce 1861:
- 1. Petr (16. 9. 1837 Lisabon – 11. 11. 1861 tamtéž), portugalský král od roku 1853 až do své smrti[1][2]
⚭ 1858 Stefanie Hohenzollern-Sigmaringen (15. 7. 1837 Krauchenwies – 17. 7. 1859 Lisabon)[3][4]
- 2. Ludvík I. Portugalský (31. 10. 1838 Lisabon – 19. 10. 1889 Cascais), portugalský král od roku 1861 až do své smrti[5][6]
⚭ 1862 Marie Pia Savojská (16. 10. 1847 Turín – 5. 7. 1911 Nichelino)[7][8]
- 3. Marie (*/† 4. 10. 1840 Lisabon)[9][10]
- 4. João (16. 3. 1842 Lisabon – 27. 12. 1861 tamtéž), vévoda z Beja, svobodný a bezdětný[11][12]
- 5. Marie Anna (21. 7. 1843 Lisabon – 5. 2. 1884 Drážďany)[13][14]
⚭ 1859 Jiří I. Saský (8. 8. 1832 Drážďany – 15. 10. 1904 tamtéž), saský král od roku 1902 až do své smrti[15][16]
- 6. Antonie Marie (17. 2. 1845 Lisabon – 17. 12. 1913 Sigmaringen)[17][18]
⚭ 1861 Leopold Hohenzollernský (22. 9. 1835 Krauchenwies – 8. 6. 1905 Berlín)[19][20]
- 7. Ferdinand (23. 7. 1846 Lisabon – 6. 11. 1861 tamtéž)[21][22]
- 8. August (4. 11. 1847 Lisabon – 26. 9. 1889 tamtéž), vévoda z Coimbry, svobodný a bezdětný[23][24]
- 9. Leopold (*/† 7. 5. 1849 Lisabon)[25][26]
- 10. Marie da Glória (*/† 3. 2. 1851 Lisabon)[27][28]
- 11. Evžen (*/† 15. 11. 1853 Lisabon)[29][30]

## Vývod z předků
|                       |                                       |  |                               |                               |  |  |  |  |  |  |  | Jan V. Portugalský |
|                       |                                       |  |                               |                               |  |  |  |  |  |  |  |                    |
|                       | Petr III. Portugalský                 |  |                               |                               |  |  |  |  |  |  |  |                    |
|                       |                                       |  |                               |                               |  |  |  |  |  |  |  |                    |
|                       |                                       |  |                               | Marie Anna Habsburská         |  |  |  |  |  |  |  |                    |
|                       |                                       |  |                               |                               |  |  |  |  |  |  |  |                    |
|                       | Jan VI. Portugalský                   |  |                               |                               |  |  |  |  |  |  |  |                    |
|                       |                                       |  |                               |                               |  |  |  |  |  |  |  |                    |
|                       |                                       |  |                               | Josef I. Portugalský          |  |  |  |  |  |  |  |                    |
|                       |                                       |  |                               |                               |  |  |  |  |  |  |  |                    |
|                       | Marie I. Portugalská                  |  |                               |                               |  |  |  |  |  |  |  |                    |
|                       |                                       |  |                               |                               |  |  |  |  |  |  |  |                    |
|                       |                                       |  |                               | Mariana Viktorie Španělská    |  |  |  |  |  |  |  |                    |
|                       |                                       |  |                               |                               |  |  |  |  |  |  |  |                    |
|                       | Petr I. Brazilský                     |  |                               |                               |  |  |  |  |  |  |  |                    |
|                       |                                       |  |                               |                               |  |  |  |  |  |  |  |                    |
|                       |                                       |  |                               | Karel III. Španělský          |  |  |  |  |  |  |  |                    |
|                       |                                       |  |                               |                               |  |  |  |  |  |  |  |                    |
|                       | Karel IV. Španělský                   |  |                               |                               |  |  |  |  |  |  |  |                    |
|                       |                                       |  |                               |                               |  |  |  |  |  |  |  |                    |
|                       |                                       |  |                               | Marie Amálie Saská            |  |  |  |  |  |  |  |                    |
|                       |                                       |  |                               |                               |  |  |  |  |  |  |  |                    |
|                       | Šarlota Španělská                     |  |                               |                               |  |  |  |  |  |  |  |                    |
|                       |                                       |  |                               |                               |  |  |  |  |  |  |  |                    |
|                       |                                       |  |                               | Filip Parmský                 |  |  |  |  |  |  |  |                    |
|                       |                                       |  |                               |                               |  |  |  |  |  |  |  |                    |
|                       | Marie Luisa Parmská                   |  |                               |                               |  |  |  |  |  |  |  |                    |
|                       |                                       |  |                               |                               |  |  |  |  |  |  |  |                    |
|                       |                                       |  |                               | Luisa Alžběta Francouzská     |  |  |  |  |  |  |  |                    |
|                       |                                       |  |                               |                               |  |  |  |  |  |  |  |                    |
| Marie II. Portugalská |                                       |  |                               |                               |  |  |  |  |  |  |  |                    |
|                       |                                       |  |                               |                               |  |  |  |  |  |  |  |                    |
|                       |                                       |  | František I. Štěpán Lotrinský |                               |  |  |  |  |  |  |  |                    |
|                       |                                       |  |                               |                               |  |  |  |  |  |  |  |                    |
|                       | Leopold II.                           |  |                               |                               |  |  |  |  |  |  |  |                    |
|                       |                                       |  |                               |                               |  |  |  |  |  |  |  |                    |
|                       |                                       |  |                               | Marie Terezie                 |  |  |  |  |  |  |  |                    |
|                       |                                       |  |                               |                               |  |  |  |  |  |  |  |                    |
|                       | František I. Rakouský                 |  |                               |                               |  |  |  |  |  |  |  |                    |
|                       |                                       |  |                               |                               |  |  |  |  |  |  |  |                    |
|                       |                                       |  |                               | Karel III. Španělský          |  |  |  |  |  |  |  |                    |
|                       |                                       |  |                               |                               |  |  |  |  |  |  |  |                    |
|                       | Marie Ludovika Španělská              |  |                               |                               |  |  |  |  |  |  |  |                    |
|                       |                                       |  |                               |                               |  |  |  |  |  |  |  |                    |
|                       |                                       |  |                               | Marie Amálie Saská            |  |  |  |  |  |  |  |                    |
|                       |                                       |  |                               |                               |  |  |  |  |  |  |  |                    |
|                       | Marie Leopoldina Habsbursko-Lotrinská |  |                               |                               |  |  |  |  |  |  |  |                    |
|                       |                                       |  |                               |                               |  |  |  |  |  |  |  |                    |
|                       |                                       |  |                               | Karel III. Španělský          |  |  |  |  |  |  |  |                    |
|                       |                                       |  |                               |                               |  |  |  |  |  |  |  |                    |
|                       | Ferdinand I. Neapolsko-Sicilský       |  |                               |                               |  |  |  |  |  |  |  |                    |
|                       |                                       |  |                               |                               |  |  |  |  |  |  |  |                    |
|                       |                                       |  |                               | Marie Amálie Saská            |  |  |  |  |  |  |  |                    |
|                       |                                       |  |                               |                               |  |  |  |  |  |  |  |                    |
|                       | Marie Tereza Neapolsko-Sicilská       |  |                               |                               |  |  |  |  |  |  |  |                    |
|                       |                                       |  |                               |                               |  |  |  |  |  |  |  |                    |
|                       |                                       |  |                               | František I. Štěpán Lotrinský |  |  |  |  |  |  |  |                    |
|                       |                                       |  |                               |                               |  |  |  |  |  |  |  |                    |
|                       | Marie Karolína Habsbursko-Lotrinská   |  |                               |                               |  |  |  |  |  |  |  |                    |
|                       |                                       |  |                               |                               |  |  |  |  |  |  |  |                    |
|                       |                                       |  |                               | Marie Terezie                 |  |  |  |  |  |  |  |                    |
|                       |                                       |  |                               |                               |  |  |  |  |  |  |  |                    |